# Nuestras Hijas de Regreso a Casa
Nuestras Hijas de Regreso a Casa es una organización de familiares y amigos de víctimas de los feminicidios en Ciudad Juárez, Chihuahua,  pionera en la documentación de casos de mujeres desaparecidas o asesinadas en Juárez que vienen perpetrándose desde 1993. Las primeras acciones de la organización se registran en febrero de 2001 con protestas públicas por el asesinato de Lilia Alejandra García Andrade asesinada en febrero de ese mismo año. La organización fue registrada legalmente en mayo de 2003.

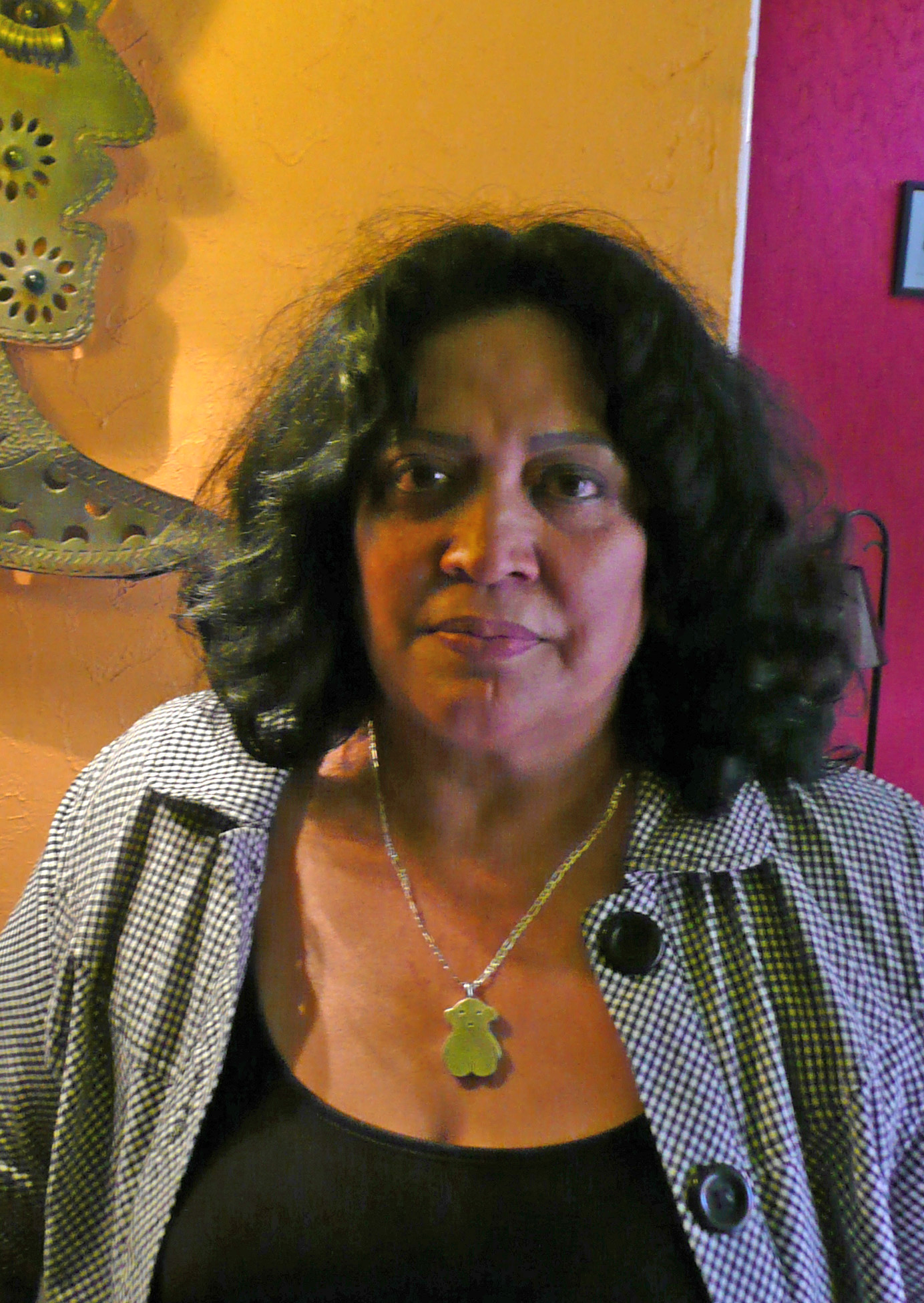
Marisela Ortiz impulsora y copresidenta de "Nuestras Hijas de Regreso a Casa"

Las copresidentas de la asociación y fundadoras son Marisela Ortiz y Norma Andrade, maestra y madre, respectivamente, de Lilia Alejandra García Andrade. Ambas tuvieron que salir de Ciudad Juárez y viven con asilo político en Estados Unidos. La organización lucha por denunciar y prevenir el feminicidio en esta localidad y contra la violencia de género en el país. Asimismo brindan apoyo a las madres y familiares que han perdido a sus hijas y crean talleres con los hijos huérfanos de las víctimas.
Sus integrantes han sido amenazadas frecuentemente por su reclamo de justicia. En enero de 2017, Malú García Andrade, hermana de Lilia Alejandra, también activista de Nuestras Hijas de Regreso a Casa, sufrió un atentado. La camioneta en la que viajaba su escolata fue tiroteada. En mayo anunció que el gobierno federal la trasladaba "a un lugar seguro".
Como proyecto paralelo y de apoyo encabezan la radiodifusiora "RadioFem: Rompiendo el Silencio", así como el proyecto "Niños y niñas de Ciudad Juárez" La organización ha contado con el apoyo de importantes organizaciones internacionales de derechos humanos como Amnistía Internacional. También con el apoyo de la Asociación Nacional de Abogados Democráticos para lograr documentar los casos de asesinatos.

## Historia
Sus inicios están registrados a partir de febrero de 2001, con una serie de protestas públicas provocadas por la impotencia y la indignación que se agregan al dolor de perder un ser querido en estas circunstancias, en este caso la desaparición y posterior asesinato de Lilia Alejandra García Andrade. En ese año la maestra de Alejandra, Marisela Ortiz Rivera, consternada por el asesinato de su alumna y ante la injusticia en Ciudad Juárez, impulsó a Norma Andrade para crear juntas “Nuestras Hijas de Regreso a Casa”, agrupación que fue pionera en la documentación de casos de mujeres desaparecidas o asesinadas en Juárez.
Durante 2001 fue mi exigencia como mamá ante las autoridades, explica Norma Andrade. “Exigía justicia yo sola, iba a la Fiscalía, hablando en singular, en la situación personal de Alejandra, creyendo toda las mentiras que nos decían las autoridades”.  “Pero en el 2002, después de lo de Campo Algodonero, abro los ojos, las mismas organizaciones me hacen abrir los ojos, y conozco a otras mamás del caso y veo que somos muchas. Me doy cuenta de que lo que decían las autoridades eran mentiras, es cuando me integro y empiezo a exigir, ya no sólo como mamá de Alejandra, sino como compañera de otras igual que yo”.

## Las mujeres asesinadas de Ciudad Juárez

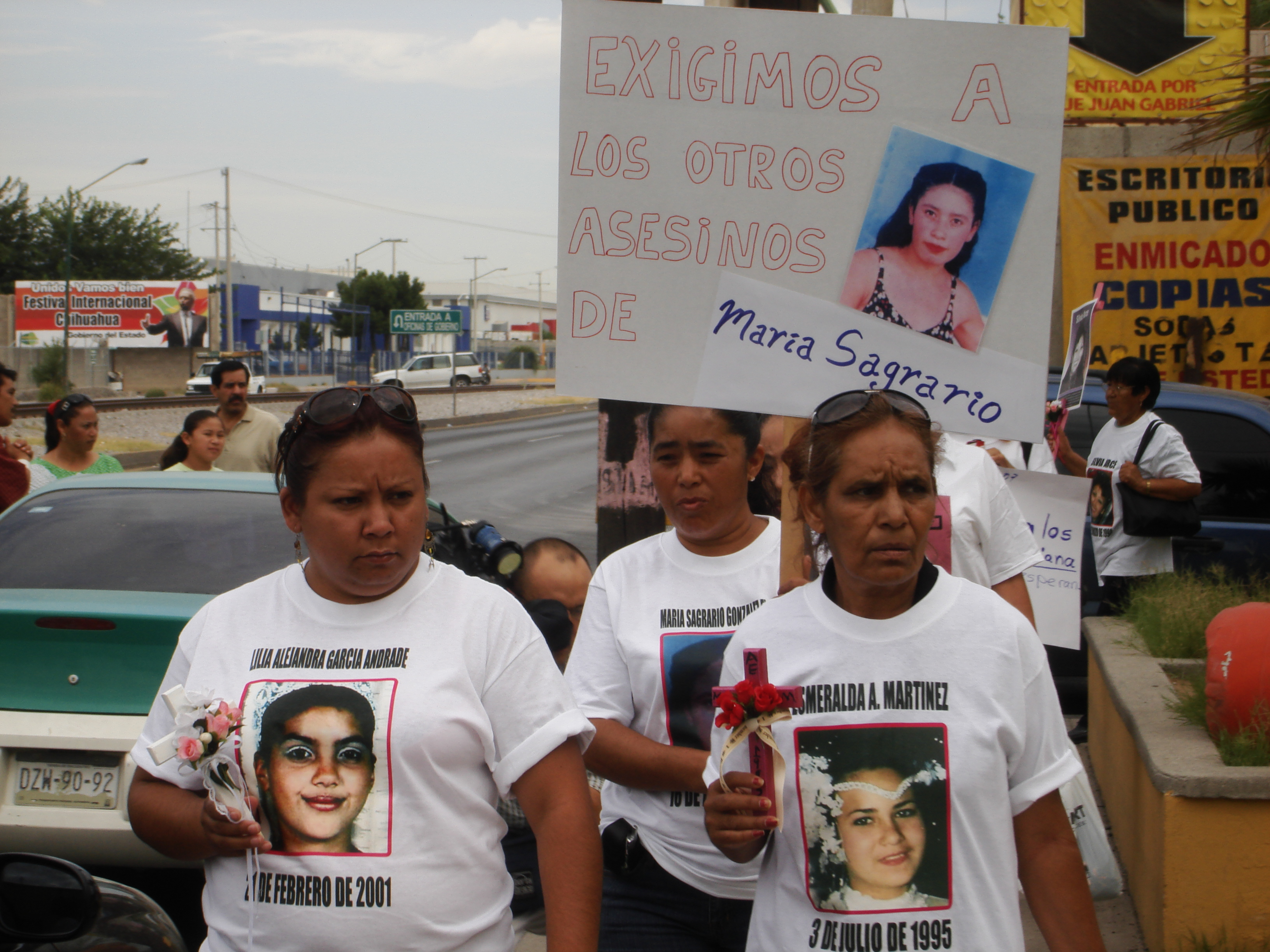
Familiares de mujeres asesinadas en Ciudad Juárez se manifiestan frente a la Fiscalía Mixta para la Atención de Delitos contra Mujeres

Mujeres jóvenes y de origen humilde, en su mayoría, son raptadas, mantenidas en cautiverio y sujetas a una feroz violencia sexual antes de ser asesinadas y dejadas en lotes abandonados. En algunos casos, sus restos son hallados por transeúntes al cabo de unos días o años después. 
En otras ocasiones las mujeres nunca son encontradas y sus familiares tienen que vivir con la angustia permanente de desconocer su destino o paradero. 
Todo parece indicar que estas jóvenes son seleccionadas por sus victimarios por ser mujeres sin ningún poder en la sociedad. Suelen ser trabajadoras de las industrias maquiladoras que dominan la economía de Ciudad Juárez; camareras, empleadas en la economía informal o estudiantes. Muchas viven en circunstancias precarias, a veces con hijos que mantener.

## Objetivos de la organización
- Acompañar y orientar a las familias cuyas hijas han desaparecido.
- Reclamar la justicia jurídica y social para las familias afectadas, a través de diferentes acciones.
- Promover programas de rehabilitación ocupacional para atender la salud física y afectiva de integrantes de las familias que lo soliciten.
- Impulsar la modificación, elaboración y revisión de artículos de la ley contenidos en el Código Penal del Estado de Chihuahua que permiten estos y otros hechos violentos.
- Informar oportunamente a la comunidad nacional e internacional acerca de los asesinatos, desapariciones y violaciones a los derechos humanos de mujeres en el Estado de Chihuahua.
- Promover entre ciudadanos y ciudadanas de cualquier país, organismos internacionales, los gobiernos y las ONG, que se pronuncien en contra de los asesinatos y desapariciones de mujeres y a favor de un alto a la impunidad de que gozan actualmente estos crímenes.
- Demandar que desde la comunidad nacional e internacional se obligue a las autoridades locales, estatales y federales de México, a que destinen las personas y los recursos materiales necesarios para la búsqueda de la solución a esta problemática.
- Difundir pronunciamientos, informes y diagnósticos que organizaciones e instituciones nacionales e internacionales hagan en relación con la situación que viven las mujeres en el estado de Chihuahua.[2]

## Amenazas a las activistas
Desde 2011 tras numerosas amenazas recibidas Marisela Ortiz y Norma Andrade viven exiliadas en Estados Unidos donde han recibido asilo.
En enero de 2017, Malú García Andrade, hermana de Lilia Alejandra, e hija de Norma Andrade, también activista de Nuestras Hijas de Regreso a Casa, sufrió un atentado. La camioneta en la que viajaba su escolta fue tiroteada. En mayo anunció que el gobierno federal la trasladaba "a un lugar seguro". La hija de la activista Norma Andrade cuenta con medidas cautelares, dictadas por la Comisión Interamericana de Derechos Humanos desde 2008.

## Proyectos en los que ha participado
Miembros de la organización han participado en varios documentales y han apoyado [películas]] y obras de teatro para denunciar este feminicidio:"Seguir viviendo" de Alejandra Sánchez', donde participan Nora Huerta, Jade y Kaleb Garcia Andrade hijo e hija de Alejandra Garcia Andrade "La ciudad del silencio" ("Bordertown") con Jennifer López y Antonio Banderas, "Bajo Juárez" de Alejandra Sánchez y José Antonio Cordero producido por Vanessa Bauche, "Juárez: la ciudad donde las mujeres son desechables" de Alex Flores y Lorena Vassolo, "Señorita Extraviada" de Lourdes Portillo, "Ni una más" de Alejandra Sánchez, así como las obras de teatro "Mujeres de Arena" de Humberto Robles y otros autores, "Estrellas Enterradas" de Antonio Zúñiga, "Hotel Juárez" de Victor Hugo Rascón Banda, "Los Trazos del Viento", de Alan Aguilar, "Las muertas de Juárez" del grupo Sinergia, "Mujeres de Ciudad Juárez" de Cristina Michaus, "Rumor de Viento" de Norma Barroso, "Murmullos en el Páramo" de Mercedes Hernández, "Gritos de Justicia" de Leopoldo Ibarra Saucedo, el tributo coreográfico de Rossana Filomarino "Ni una más", entre otras.